# Grzegorz Bronowicki
Grzegorz Bronowicki (Łęczna, 4 agosto 1980) è un ex calciatore polacco, di ruolo difensore.

## Carriera
Debutta da professionista nel 2001 con la squadra della sua città, il Górnik Łęczna, di cui diventa pian piano uno dei punti di forza, tanto da suscitare l'interesse di uno dei maggiori club polacchi, il Legia Varsavia, a cui approda all'inizio della stagione 2005-2006 e con cui vince, proprio in quell'anno il campionato polacco.
Nell'estate del 2007 viene ingaggiato dalla Stella Rossa.

## Palmarès
- Campionato polacco: 1

2005-2006